# Anaphes medius
Anaphes medius är en stekelart som beskrevs av Soyka 1946. Anaphes medius ingår i släktet Anaphes och familjen dvärgsteklar. Inga underarter finns listade i Catalogue of Life.